# So Long Sucker
So Long Sucker is een bordspel dat John Forbes Nash in 1950 bedacht samen met Mel Hausner, Lloyd S. Shapley en Martin Shubik.
Het is een onderhandel/economisch-strategie-spel voor vier personen. Elke speler begint met zeven fiches en moet proberen alle chips van de anderen te pakken te krijgen. Hiervoor moeten er ongedwongen akkoorden gesloten worden met de andere spelers, maar om te winnen dienen afspraken uiteindelijk verloochend te worden. Een speelronde duurt ongeveer twintig minuten.

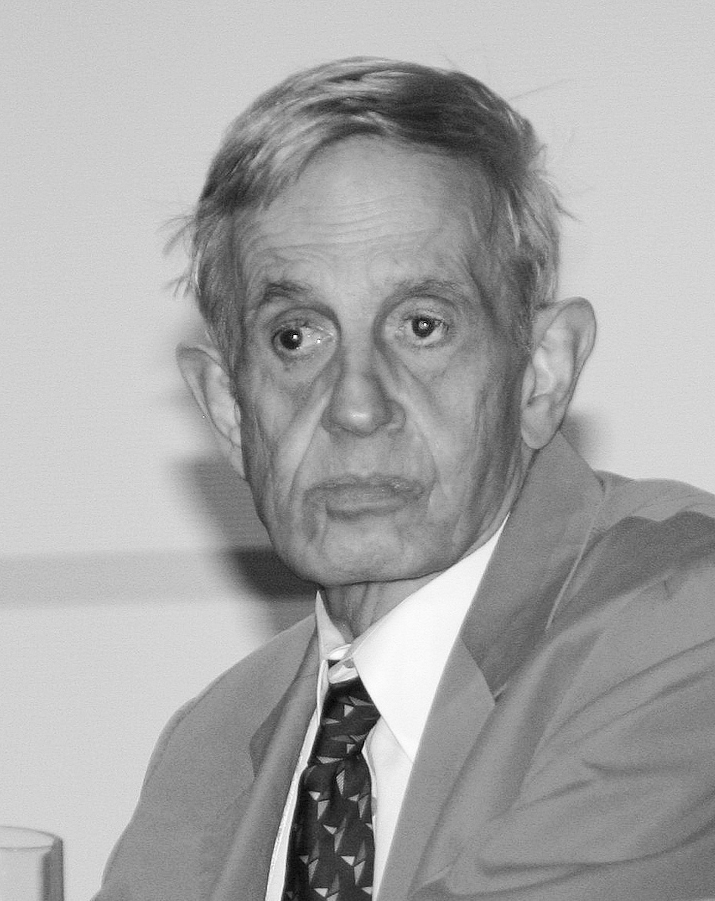
John Forbes Nash

Volgens Sylvia Nasars boek over Nash (A Beautiful Mind) wilde hij het spel eigenlijk Fuck You Buddy noemen. De BBC heeft die titel later gebruikt voor een documentaire van Adam Curtis (deel van de miniserie The Trap - What Happened to our Dream of Freedom).